# Макарий (Тиллиридис)
Митрополи́т Мака́рий (греч. Μητροπολίτης Μακάριος; в миру Андре́ас Тиллири́дис, греч. Ανδρέας Τηλυρίδης; род. 18 апреля 1945, Лимасол, Лимасол) — епископ Александрийской православной церкви, митрополит Кенийский (с 2001), ипертим и экзарх всей Восточной Африки.

## Биография
Родился 18 апреля 1945 года в городе Лимассол на Кипре, где завершил среднее образование.
С 1967 по 1972 годы обучался богословию в Свято-Сергиевском богословском институте и одновременно занимался на историческом отделении в Сорбонне.
С 1972 по 1976 годы обучался в Оксфордском университете, где получил степень доктора философии.
С 1979 по 1982 годы занимался исследованиями в Лувенском университете.
В январе 1977 года, согласно желанию архиепископа Кипрского Макария III, он прибыл в Кению где отдался устроению духовной семинарии в Найроби. С 1992 по 1997 годы — ректор Православной семинарии имени архиепископа Макария III в Найроби.
Был избран викарным епископом, после чего 19 июля 1992 года в храме святителя Николая в пригороде Найроби — Рируте митрополитом Аккрским Петром (Папапетру) был хиротонисан в сан диакона с наречением имени Макарий, а 20 июля 1992 года в семинарской церкви св. Макария в Найроби хиротонисан во пресвитера.
25 июля 1992 года в том же храме состоялась его хиротония в викарного епископа Рирутского. Хиротонию совершили митрополит Аксумский Петр (Якумелос) и епископ Угандский Феодор (Нанкьяма).
С ноября 1994 года по сентябрь 1997 года временно управлял Карфагенской митрополией.
В сентябре 1997 года назначен директором Патриаршей библиотеки в Александрии.
13 января 1998 года избран митрополитом Зимбабвийским с управлением приходами в Анголе, Замбии, Зимбабве, Малави, Мозамбике и Ботсване.
В 1999 году вошёл в межправославную комиссию в ВСЦ в Женеве.
С 22 февраля 2001 года — митрополит Кенийский, ипертим и экзарх всей Восточной Африки.
1 февраля 2009 года в составе делегации Александрийской православной церкви присутствовал на интронизации патриарха Московского и всея Руси Кирилла.